# Бросимум
Бросимум (лат. Brosimum) — род растений семейства Тутовые, произрастающих в тропических областях Америки.

## Биологическое описание
Виды рода — деревья высотой до 35 м, с простыми цельными и цельнокрайными или зубчатыми листьями, крупными досковидными корнями и обильным белым или жёлтым латексом. Произрастают они на небольших высотах (до 1000 м над уровнем моря) в вечнозелёных, полулистопадных и листопадных лесах. Цветки бросимумов однополые, околоцветник 4-членный или полностью редуцирован, тычинок от четырех до одной; соцветия дисковидные или головчатые.

## Виды
По информации базы данных The Plant List, род включает 15 видов:
- Brosimum acutifolium Huber — Бросимум заострённолистный
- Brosimum alicastrum Sw. — Бросимум напитковый
- Brosimum costaricanum Liebm.
- Brosimum gaudichaudii Trécul
- Brosimum glaucum Taub.
- Brosimum glaziovii Taub.
- Brosimum guianense (Aubl.) Huber ex Ducke
- Brosimum lactescens (S.Moore) C.C.Berg
- Brosimum longifolium Ducke
- Brosimum melanopotamicum C.C.Berg
- Brosimum multinervium C.C.Berg
- Brosimum parinarioides Ducke
- Brosimum potabile Ducke — Бросимум питьевой
- Brosimum rubescens Taub.
- Brosimum utile (Kunth) Oken — Молочное дерево, или Бросимум полезный